# اچ‌ام‌اس شانون (۱۸۰۶)
اچ‌ام‌اس شانون (۱۸۰۶) (به انگلیسی: HMS Shannon (1806)) یک کشتی بود که طول آن ۱۵۰ فوت ۲ اینچ (۴۵٫۷۷ متر) بود. این کشتی در سال ۱۸۰۶ ساخته شد.